# Qazyan (Tərtər)
Qazyan è un comune dell'Azerbaigian situato nel distretto di Tərtər. Conta una popolazione di 784 abitanti.